# (280) Filia
(280) Philia és un asteroide pertanyent al cinturó d'asteroides descobert el 29 d'octubre de 1888 per Johann Palisa des de l'observatori de Viena, Àustria.
Està nomenat així per Filia, una deessa menor de la mitologia grega.